# Eolagurus luteus
El lemming dorado (Eolagurus luteus) es una especie de roedor de la familia Cricetidae.

## Hábitat
Su hábitat natural es clima templado

## Distribución geográfica
Se encuentra en China, Kazajistán y Mongolia. 